# William R. Ferris

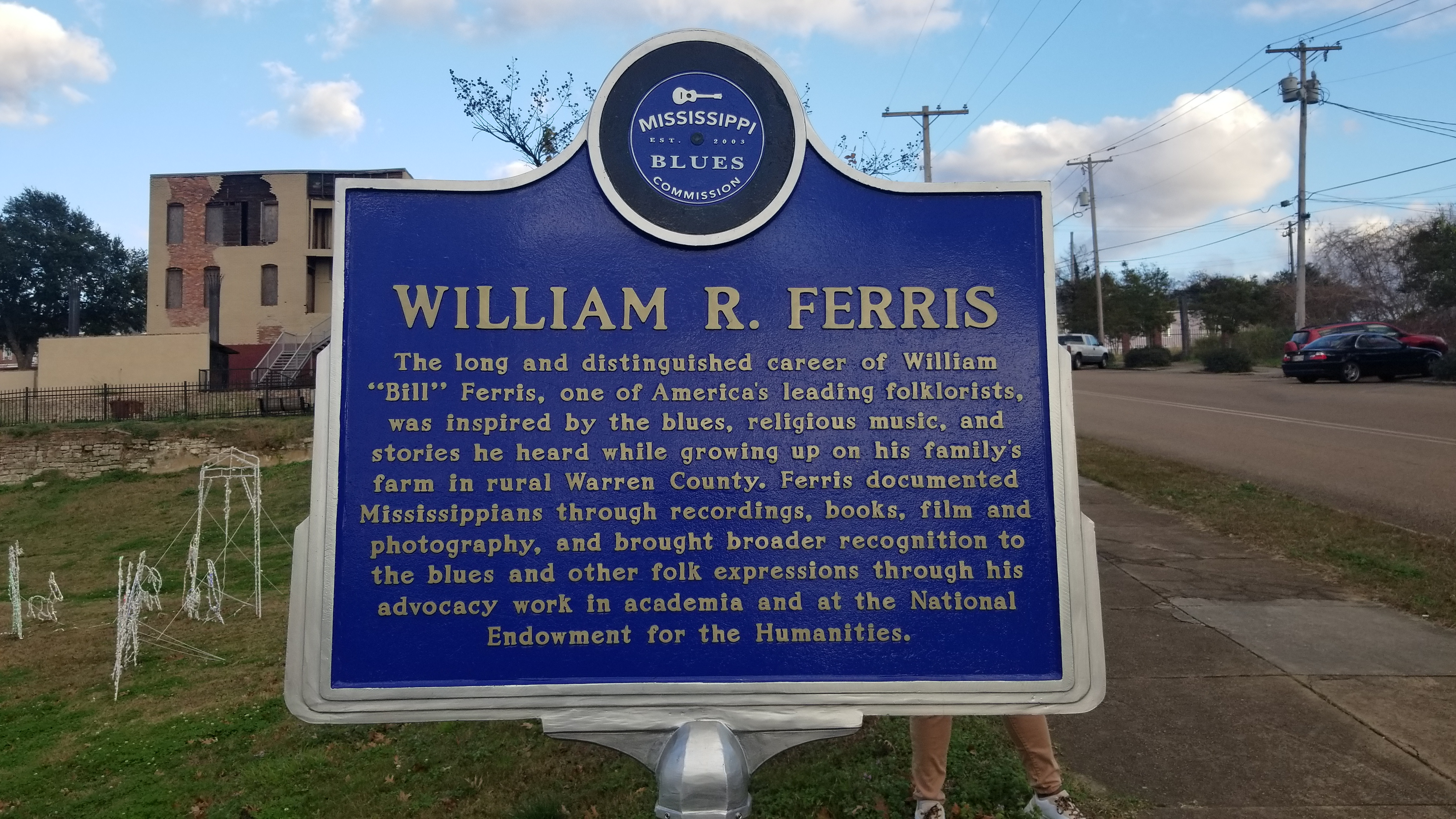
Blues Trail Marker für William R. Ferris in Vicksburg, Mississippi

William Reynolds „Bill“ Ferris Jr. (* 5. Februar 1942 in Vicksburg, Mississippi, USA) ist ein US-amerikanischer Autor und Wissenschaftler, der insbesondere Blues, Gospel und mündliche Überlieferung des US-amerikanischen Südens erforschte und dokumentierte.

## Biografie
1942 in Vicksburg, Mississippi, geboren, besuchte William R. die dortige Schule bis zur High School, bevor er an die Brooks School in North Andover (Massachusetts) aufgenommen wurde. Ferris erhielt 1964 seinen B.A. in Englischer Literatur am Davidson College und 1965 seinen M.A. in Englischer Literatur an der Northwestern University. Von 1965 bis 1966 besuchte er ein Jahr lang das Trinity College Dublin in Irland und kehrte dann in die USA zurück, um sein Studium fortzusetzen. 1967 erhielt er einen Master und 1969 einen Ph.D. in Folklore von der University of Pennsylvania.
Ferris’ wissenschaftliche Arbeit konzentrierte sich auf afroamerikanische Folklore und Kultur des US-amerikanischen Südens in verschiedenen Medien: Druck, Ton, Film und Fotografie. Von 1970 bis 1972 war er Assistenzprofessor im Fachbereich Englisch der Jackson State University in Mississippi. Von 1972 bis 1979 war er außerordentlicher Professor im Programm für amerikanische und afroamerikanische Studien an der Yale University. Während seiner Zeit in Yale war Ferris Mitbegründer des Center for Southern Folklore in Mississippi und dessen Direktor von 1972 bis 1984. Ferris kehrte in den Süden zurück und war von 1979 bis 1997 Gründungsdirektor des Center for the Study of Southern Culture und Professor für Anthropologie an der University of Mississippi in Oxford.
Präsident Bill Clinton nominierte Ferris 1997 zum siebten Vorsitzenden des National Endowment for the Humanities (NEH), ein Amt, das Ferris bis 2001 innehatte. 2002 wurde Ferris Senior Associate Director des Center for the Study of the American South, Professor für Geschichte und außerordentlicher Professor im Lehrplan für Folklore an der University of North Carolina at Chapel Hill.

## Werk (Auswahl)
Ferris hat Belletristik, Gedichte und zahlreiche Artikel über Folklore und Literatur sowie Buch-, Platten- und Filmkritiken geschrieben. Er hat Bluesalben aufgenommen, 15 Dokumentarfilme über die Folklore des Südens produziert und zehn Jahre lang die wöchentliche Bluesshow „Highway 61“ des Mississippi Public Radio moderiert.
Die William R. Ferris Collection befindet sich in der Southern Folklife Collection der Wilson Library der University of North Carolina in Chapel Hill.

## Bibliografie (Auswahl)
- 1970: Blues From the Delta[1][3]
- 1978: Images of the South: Visits with Eudora Welty and Walker Evans[5]
- 1982: Local Color[5]
- 1989: Mitherausgeber der Encyclopedia of Southern Culture[7][5][3]
- 1992: You Live and Learn. Then You Die and Forget It All: Ray Lum’s Tales of Horses, Mules and Men[5][3]
- 2009: Give My Poor Heart Ease: Voices of the Mississippi Blues[1][2][3]
- 2013: The Storied South: Voices of Writers and Artists[3]
- 2018: I Am A Man: Photographies et Luttes Pour Les Droits Civiques Dans le Sud des Etatas Unis, 1960–1970[3]

## Auszeichnungen (Auswahl)
- 1995: Charles Frankel Prize, verliehen von Präsident Bill Clinton[9]
- 1998: Blues from the Delta als „Klassiker der Bluesliteratur“ in die Blues Hall of Fame aufgenommen[1]
- 2019: Mississippi Blues Trail Marker für William R. Ferris in Vicksburg eingeweiht[2][7]
- 2019: Grammy Award in der Kategorie „Best Historical Album“ für das Boxset Voices of Mississippi: Artists and Musicians Documented by William Ferris[1][2][10]
- 2024: William R. Ferris in der Kategorie „Non-Performer“ in die Blues Hall of Fame aufgenommen[11]